# Biggs (canal de televisión)
Biggs es un canal de televisión portugués dedicado a los niños y jóvenes, centrándose sobre todo en series de animación, sitcoms, películas, así como producción propia, con reportajes sobre música, deportes y las últimas tendencias. Comenzó a emitir el 1 de diciembre de 2009 por TV Cabo, el 30 de marzo de 2010 por Cabovisão, 24 de abril de 2010 por Optimus Clix y 29 de junio de 2012, por MEO. 
El 1 de junio de 2021, comienzó a emitir otro canal portugués dedicado a los niños llamado Panda Kids. Se emite casi maritariamente series de animación emitidas en Biggs, incluyendo nuevas series y películas en ese canal, y algunas de Canal Panda. Inicialmente iba a ser el primero canal pop-up portugués para el público infantil, pero debido al aumento de la audiencia del público objetivo del canal, Dreamia decidió convertirlo en un canal regular y permanente como Biggs y Canal Panda.
El 5 de julio de 2023, marcaron el lanzamiento de la marca a una nueva generación, cambiando el público objetivo, la posición en las cajas de los operadores y el contenido. El contenido emitido en el canal se centra ahora en series y películas en imagen real para adolescentes, así como programas de producción propia.

## Series

### Programación (2009-presente)
- Doraemon
- Kiteretsu
- Sargento Keroro
- Patito Feo
- Athena
- Morangos com Açúcar
- Blue Dragon
- Bakugan
- • Battle Brawlers
- • New Vestroia
- • Gundalian Invaders
- • Mechtanium Surge
- Air Gear
- Digimon: Tamers
- Digimon: Frontier
- Magical Doremi III
- Code Lyoko
- Club 57
- Yo soy Franky
- Sakura: Cazadora de Cartas
- Monster Rancher
- Tsubasa: Crónicas de Sakura
- Corrector Yui
- Titeuf
- Las Tortugas Ninja (2003)
- Johnny Test
- Beyblade: Metal Fusion
- Digimon Tamers
- Digimon Frontier
- Digimon Fusion
- Beyblade: Metal Masters
- Beyblade: Metal Fury
- El Colegio del Agujero Negro
- Zombie Hotel
- Inazuma Eleven
- Inazuma Eleven GO!
- Inazuma Eleven GO! Chrono Stone
- Inazuma Eleven GO! Galaxy
- Las Investigaciones dél Detective Moon
- Space Goofs
- Beyblade
- El Retorno de las Momias
- Pokémon (temporadas 10-23)
- Inuyasha
- Clone High
- One Piece
- Martin Mystery
- Edgar & Ellen
- Delilah & Julius
- Maxcotas
- Mermaid Melody Pichi Pichi Pitch
- Dance Academy
- Teen Titans
- Complete Savages
- Formula X
- Super Duper Sumos!
- Kyle: XY
- Shin-chan
- Líos de Pingüino
- KochiKame
- Pac-Man y las aventuras fantasmales
- Sonic X
- Chica Vampiro
- Dragon Ball Super
- My Hero Academia
- World of Winx
- Kally's Mashup
- Sailor Moon Crystal
- Digimon Universe: Appli Monsters
- The Next Step
- Go! Vive a tu manera
- El Internado
- Pequeñas mentirosas
- Las Chicas Gilmore
- One Tree Hill